# Амадео, Джованни Антонио
Джованни Антонио Амадео (итал. Giovanni Antonio Amadeo; 1447, Павия — 1522, Милан) — итальянский скульптор и архитектор. Посвятил себя созданию рельефов и элементов декора, типичных для ломбардской архитектуры.
Одно из самых значительных его произведение — гробница Святого Ланфранка в Милане; кроме того, ему принадлежат многие архитектонические декоративные работы. В Бергамо он в 1470 году закончил надгробный памятник Медеи Коллеони в Санта-Мария-Маджоре, за которым последовало сооружение такого же памятника её отцу, кондотьеру Коллеони (около 1472). В Милане Амадео строил церковь Санта-Мария-прессо-Сан-Сатиро (1472—1482). Позднее он работал в Кремоне, а с 1490 года принимал значительное участие в постройке Миланского собора. В строительстве  Миланского собора он сотрудничал с Донато Браманте. В 1488 году Амадео получил заказ от кардинала Асканио Сфорца на руководство работами над новым собором Павии, снова сотрудничая с Браманте. 
Закончил возведение Чертозы в Павии. Его постройки способствовали расцвету искусства резьбы по камню.
Джованни Антонио Амадео скончался 27 августа 1522 года.